# Бачкуринська сільська рада
Бачку́ринська сільська́ ра́да — колишня адміністративно-територіальна одиниця та орган місцевого самоврядування в Монастирищенському районі Черкаської області. Адміністративний центр — село Бачкурине.

## Загальні відомості
- Населення ради: 1 016 осіб (станом на 2001 рік)

## Населені пункти
Сільській раді були підпорядковані населені пункти:
- с. Бачкурине

## Склад ради
Рада складалася з 16 депутатів та голови.
- Голова ради: Ганжала Тамара Степанівна

### Керівний склад попередніх скликань
| Прізвище, ім'я, по батькові | Основні відомості                                   | Дата обрання | Дата звільнення |
| --------------------------- | --------------------------------------------------- | ------------ | --------------- |
| Ганжала Тетяна Степанівна   | Сільський голова, 1961 року народження              | 26.03.2006   | 31.10.2010      |
| Ганжала Тамара Степанівна   | Сільський голова, 1961 року народження, освіта вища | 31.10.2010   |                 |

Примітка: таблиця складена за даними сайту Верховної Ради України

### Депутати
За результатами місцевих виборів 2010 року депутатами ради стали:

#### За суб'єктами висування
| Суб'єкт висування           | Кількість обраних депутатів | %    |
| --------------------------- | --------------------------- | ---- |
| Партія регіонів             | 10                          | 62,5 |
| Самовисування               | 3                           | 18,8 |
| Комуністична партія України | 2                           | 12,5 |
| Українська Народна Партія   | 1                           | 6,3  |

#### За округами
| № округу                    | Прізвище, ім'я, по батькові   | Дата визнання обраним | Освіта             | Партійна приналежність            | Відомості про обраного депутата                  |
| --------------------------- | ----------------------------- | --------------------- | ------------------ | --------------------------------- | ------------------------------------------------ |
| Комуністична партія України |                               |                       |                    |                                   |                                                  |
| 1                           | Гончарук Петро Володимирович  | 05.11.2010            | середня спеціальна | член Комуністичної партії України | ТОВ «Агросвіт», різноробочий                     |
| 8                           | Зливко Надія Іванівна         | 05.11.2010            | середня            | член Комуністичної партії України | пенсіонер                                        |
| Партія регіонів             |                               |                       |                    |                                   |                                                  |
| 2                           | Кучер Анатолій Іванович       | 05.11.2010            | середня            | член Партії регіонів              | Будинок Культури, директор                       |
| 3                           | Пастушенко Віра Василівна     | 05.11.2010            | вища               | член Партії регіонів              | Бачкуринська загальноосвітня школа, вчитель      |
| 5                           | Загородній Віктор Олексійович | 05.11.2010            | вища               | член Партії регіонів              | ТОВ «Агросвіт», лікар                            |
| 6                           | Дяченко Тетяна Леонідівна     | 05.11.2010            | середня спеціальна | член Партії регіонів              | Дитячий садок, няня                              |
| 7                           | Пастушок Ігор Миколайович     | 05.11.2010            | вища               | член Партії регіонів              | Сарнівський навчально-виховний комплекс, вчитель |
| 9                           | Регент Валентина Михайлівна   | 05.11.2010            | середня спеціальна | член Партії регіонів              | Бачкуринська сільська рада, бухгалтер            |
| 12                          | Полулях Василь Анатолійович   | 05.11.2010            | середня            | член Партії регіонів              | ТОВ «Агросвіт», водій                            |
| 13                          | Ганжала Галина Іванівна       | 05.11.2010            | середня спеціальна | член Партії регіонів              | ТОВ «Агросвіт», обліковець                       |
| 14                          | Гук Валентина Леонідівна      | 05.11.2010            | середня спеціальна | член Партії регіонів              | Бачкуринська сільська рада, земловпорядник       |
| 15                          | Пастушок Лариса Іванівна      | 05.11.2010            | вища               | член Партії регіонів              | Бачкуринська загальноосвітня школа, вчитель      |
| Українська Народна Партія   |                               |                       |                    |                                   |                                                  |
| 16                          | Козяр Галина Іванівна         | 05.11.2010            | середня спеціальна | член Української Народної Партії  | Магазин, продавець                               |
| Самовисування               |                               |                       |                    |                                   |                                                  |
| 4                           | Мряна Катерина Григорівна     | 05.11.2010            | середня спеціальна | позапартійна                      | Фельдшерське відділення, медсестра               |
| 10                          | Грицай Людмила Михайлівна     | 05.11.2010            | середня спеціальна | позапартійна                      | Бачкуринська сільська рада, секретар             |
| 11                          | Гулеватий Олексій Віталійович | 31.07.2011            | вища               | член Партії регіонів              | Бачкуринська ЗОШ, вчитель                        |